# Курганинский район
Курга́нинский райо́н — административно-территориальная единица и муниципальное образование (муниципальный район) в составе Краснодарского края России.
Административный центр — город Курганинск.

## География
На западе граничит с Кошехабльским и Шовгеновским районами Адыгеи, на северо-западе с Усть-Лабинским районом, на севере с Тбилисским и Гулькевичским районами, на востоке с Новокубанским районом, на юге с Лабинским районом Краснодарского края.

## История
Район был образован 2 июня 1924 года в составе Армавирского округа Юго-Восточной области. В его состав вошла часть территории упраздненного Армавирского отдела Кубано-Черноморской области.
Первоначально район включал в себя 4 сельских совета: Безводных Хуторов, Константиновский, Союз Четырёх Хуторов, Старомихайловский.
С 16 ноября 1924 года район вошёл в состав Северо-Кавказского края.
6 ноября 1929 года в состав района вошла территория упраздненного Петропавловского района.
С 10 января 1934 года район вошёл в состав Азово-Черноморского края.
31 декабря 1934 года из состава района был выделен Темиргоевский район.
С 13 сентября 1937 года район в составе вошёл в состав Краснодарского края.
22 августа 1953 года в состав района вошла часть территории упразднённого Темиргоевского района.
11 февраля 1963 года район был упразднен, его территория вошла в состав Лабинского района.
3 марта 1964 года Курганинский район был восстановлен в прежних границах.
В 1993 году была прекращена деятельность сельских Советов, территории сельских администраций преобразованы в сельские округа.
5 декабря 2004 года по итогам выборов главы Курганинского района 65,55 % избирателей проголосовали «против всех», что явилось максимальным в России процентом голосов, поданных за данную графу на выборах всех уровней.
В 2005 году в муниципальном районе были образованы 1 городское и 9 сельских поселений.

## Население
| 1939     | 1959     | 1970     | 1979     | 1989     | 2002     | 2006     | 2010     | 2011     |
| -------- | -------- | -------- | -------- | -------- | -------- | -------- | -------- | -------- |
| 47 166   | ↗62 749  | ↗97 164  | ↘92 904  | ↗93 811  | ↗103 999 | ↘102 619 | ↗103 036 | ↗103 289 |
| 2012     | 2013     | 2014     | 2015     | 2016     | 2017     | 2018     | 2019     | 2020     |
| ↗103 887 | ↗104 282 | ↗104 899 | ↗105 693 | ↗105 835 | ↘105 464 | ↘104 590 | ↘103 615 | ↘103 040 |
| 2021     | 2023     | 2025     |          |          |          |          |          |          |
| ↘101 276 | ↘99 198  | ↘98 231  |          |          |          |          |          |          |

Население района на 01.01.2006 года составило 102 619 человек. Из них 45,2 % — городские жители и 54,8 % — сельские жители. Среди всего постоянного населения мужчины составляют — 46,4 %, женщины — 53,6 %. Женского населения фертильного возраста — 26 359 человек (47,8 % от общей численности женщин). Дети от 0 до 17 лет — 22 224 (21,7 % всего населения), взрослых — 80 395 человек (78,3 %). В общей численности населения 60 178 (58,6 %) — лица трудоспособного возраста, 23,1 % — пенсионеры.
Национальный состав
Большинство населения района составляют русские (86,5 %), проживает также значительная община армян (7,2 %) и др.
На территории района расположено село Урмия — единственное в России компактное поселение ассирийцев.
По итогам переписи населения 2020 года проживали следующие национальности (национальности менее 0,1 % и другое см. в сноске к строке «Другие»):
| Национальность | Численность, чел. | Доля     |
| -------------- | ----------------- | -------- |
| Русские        | 91 851            | 90,69 %  |
| Армяне         | 6100              | 6,02 %   |
| Цыгане         | 772               | 0,76 %   |
| Ассирийцы      | 458               | 0,45 %   |
| Украинцы       | 244               | 0,24 %   |
| Азербайджанцы  | 181               | 0,18 %   |
| Грузины        | 151               | 0,15 %   |
| Немцы          | 103               | 0,10 %   |
| Другие         | 1416              | 1,41 %   |
| Итого          | 101 276           | 100,00 % |

## Административно-муниципальное устройство
В рамках административно-территориального устройства края, Курганинский район включает 1 город районного подчинения и 9 сельских округов.
В рамках организации местного самоуправления в Курганинский район входят 10 муниципальных образований нижнего уровня, в том числе 1 городское и 9 сельских поселений:
| №  | Муниципальное образование           | Административный центр   | Количество населённых пунктов | Население (чел.) | Площадь (км²) |
| -- | ----------------------------------- | ------------------------ | ----------------------------- | ---------------- | ------------- |
| 1  | Курганинское городское поселение    | город Курганинск         | 3                             | ↘47 852          | 203,29        |
| 2  | Безводное сельское поселение        | посёлок Степной          | 6                             | ↘4076            | 113,85        |
| 3  | Воздвиженское сельское поселение    | станица Воздвиженская    | 2                             | ↘2174            | 73,54         |
| 4  | Константиновское сельское поселение | станица Константиновская | 1                             | ↘3872            | 94,98         |
| 5  | Михайловское сельское поселение     | станица Михайловская     | 7                             | ↘10 062          | 180,61        |
| 6  | Новоалексеевское сельское поселение | станица Новоалексеевская | 3                             | ↘5444            | 151,62        |
| 7  | Октябрьское сельское поселение      | посёлок Октябрьский      | 5                             | ↘1965            | 109,42        |
| 8  | Петропавловское сельское поселение  | станица Петропавловская  | 3                             | ↘7515            | 228,04        |
| 9  | Родниковское сельское поселение     | станица Родниковская     | 1                             | ↘8320            | 157,60        |
| 10 | Темиргоевское сельское поселение    | станица Темиргоевская    | 1                             | ↘7918            | 171,36        |

## Населённые пункты
В Курганинском районе 32 населённых пункта, в том числе 1 город и 31 сельский населённый пункт:
| №  | Населённый пункт    | Тип     | Население | Муниципальное образование |
| -- | ------------------- | ------- | --------- | ------------------------- |
| 1  | Курганинск          | город   | ↘46 089   | Курганинское              |
| 2  | Андрее-Дмитриевский | посёлок | ↘414      | Безводное                 |
| 3  | Весёлый             | посёлок | ↗142      | Михайловское              |
| 4  | Воздвиженская       | станица | ↘1609     | Воздвиженское             |
| 5  | Восточный           | посёлок | ↘130      | Октябрьское               |
| 6  | Высокий             | посёлок | ↘1760     | Новоалексеевское          |
| 7  | Комсомольский       | посёлок | ↘330      | Октябрьское               |
| 8  | Константиновская    | станица | ↘3872     | Константиновское          |
| 9  | Кочергин            | хутор   | ↘362      | Безводное                 |
| 10 | Красное Знамя       | хутор   | ↘232      | Михайловское              |
| 11 | Красное Поле        | посёлок | ↘737      | Курганинское              |
| 12 | Красный             | посёлок | ↘158      | Михайловское              |
| 13 | Лучезарный          | посёлок | ↘284      | Михайловское              |
| 14 | Мира                | посёлок | ↘210      | Октябрьское               |
| 15 | Михайлов            | хутор   | ↘34       | Безводное                 |
| 16 | Михайловская        | станица | ↗8286     | Михайловское              |
| 17 | Новоалексеевская    | станица | ↘3397     | Новоалексеевское          |
| 18 | Октябрьский         | посёлок | ↘1407     | Октябрьское               |
| 19 | Первомайский        | посёлок | ↗741      | Петропавловское           |
| 20 | Петропавловская     | станица | ↘6096     | Петропавловское           |
| 21 | Родниковская        | станица | ↘8320     | Родниковское              |
| 22 | Светлая Заря        | хутор   | ↘1114     | Безводное                 |
| 23 | Свобода             | хутор   | ↘640      | Курганинское              |
| 24 | Северный            | посёлок | ↘127      | Октябрьское               |
| 25 | Северный            | посёлок | ↘1016     | Петропавловское           |
| 26 | Сеятель             | хутор   | ↘122      | Михайловское              |
| 27 | Степной             | посёлок | ↘2217     | Безводное                 |
| 28 | Сухой Кут           | хутор   | ↘603      | Воздвиженское             |
| 29 | Темиргоевская       | станица | ↘7918     | Темиргоевское             |
| 30 | Урмия               | село    | ↗741      | Новоалексеевское          |
| 31 | Щебенозаводской     | посёлок | ↘489      | Безводное                 |
| 32 | Южный               | хутор   | ↘1019     | Михайловское              |

## Экономика
Население Курганинского района занято в основном в сфере сельскохозяйственного производства и перерабатывающей промышленности.
Ведущие сельскохозяйственные предприятия района: ЗАО МК «Агрокубань», СПК колхоз «Рассвет», ООО «Агро-Галан», ЗАО «Кавказ», ООО «Сельхоз-Галан», ЗАО «Воздвиженское», СПК колхоз «Новоалексеевский». Самые крупные промышленные предприятия района: ОАО «Галан», ЗАО «Курганинский сахарный завод», ООО «Хлеб», ЗАО «Курганинский мясоптицекомбинат», ОАО «Курганинский элеватор», ООО «Андреедмитриевский щебзавод, ЗАО ПФ „Кубанский бройлер“, ООО „Монолит“.